# NGC 5886
NGC 5886 (другие обозначения — ZWG 221.36, PGC 54298) — галактика в созвездии Волопас.
Этот объект входит в число перечисленных в оригинальной редакции «Нового общего каталога».